# Jean-Jacques Boisson
Jean-Jacques Boisson (Niort, 25 de julio de 1956) es un jinete francés que compitió en la modalidad de concurso completo. Ganó una medalla de bronce en el Campeonato Europeo de Concurso Completo de 1991, en la prueba por equipos.

## Palmarés internacional
| Campeonato Europeo | Campeonato Europeo    | Campeonato Europeo | Campeonato Europeo |
| Año                | Lugar                 | Medalla            | Categoría          |
| ------------------ | --------------------- | ------------------ | ------------------ |
| 1991               | Punchestown (Irlanda) | Medalla de bronce  | Por equipos        |